# مانولو رینا
مانولو رینا (انگلیسی: Manolo Reina؛ زادهٔ ۱ آوریل ۱۹۸۵) بازیکن فوتبال اهل اسپانیا است.
از باشگاه‌هایی که در آن بازی کرده‌است می‌توان به باشگاه ورزشی رئال مایورکا، باشگاه فوتبال لوانته، باشگاه فوتبال آترومیتوس، باشگاه خیمناستیک تاراگونا، و باشگاه فوتبال مالاگا اشاره کرد.